# Emil Werner (Redakteur)
Emil Werner (* 18. Januar 1913 in Aussig; † 5. August 1996), zunächst sudetendeutscher (DSAP), dann deutscher (SPD)-Parteifunktionär, Journalist und Autor.

## Leben
Ab Ende der 1920er Jahre Mitglied, dann Vorsitzender der Sozialistischen Jugend in der CSR und Mitglied der Deutschen Sozialdemokratischen Arbeiterpartei in der CSR (DSAP), 1945/1946 Mitorganisator der Vertriebenentransporte aus dem Sudetenland, Beteiligter am Wiederaufbau der Münchener SPD nach 1945, 1949–1962 Redakteur der „Brücke“ (Zeitung für sudetendeutsche Sozialdemokraten), 1962–1977 Pressereferent der SPD in Bayern und der SPD-Landtagsfraktion, 1951 Gründungsmitglied und Delegierter des Landesverbandes Bayern der Seliger-Gemeinde (Gesinnungsgemeinschaft sudeten-deutscher Sozialdemokraten), ab 1952 Redakteur und Autor des Sudeten-Jahrbuches.
Werner wohnte nach dem Krieg längere Zeit in Stockdorf, Gemeinde Gauting und war dort von 1960 bis 1966 auch Ortsvereinsvorsitzender der SPD. Auch dem Vorstand des SPD-Kreisverbands Starnberg gehörte Werner einige Jahre an. Er verfasste eine Reihe von Werken zur Geschichte der BayernSPD.
Sein schriftlicher Nachlass befindet sich im Archiv der sozialen Demokratie.

## Werk
- Die Antifa-Transporte in den Westen. In: Sudetendeutsches Archiv (Hrsg.): Odsun. Die Vertreibung der Sudetendeutschen. Begleitband zur Ausstellung. München 1995, S. 277–298.
- Die ersten Nachkriegsjahre. In: Seliger-Gemeinde (Hrsg.): Sudetenjahrbuch 1996, München 1996, S. 59–69.
- Die SPD in Regierung und Opposition. In: Hartmut Mehringer (Hrsg.): Von der Klassenbewegung zur Volkspartei. Wegmarken der bayerischen Sozialdemokratie 1892–1992. München 1992.
- Im Dienst der Demokratie. Die bayerische Sozialdemokratie nach der Wiedergründung 1945. München 1982.
- Volkmar Gabert/Emil Werner: In der Goethestraße liefen die Fäden zusammen. In: Michael Schröder (Hrsg.): Bayern 1945: Demokratischer Neubeginn. Interview mit Augenzeugen. München 1985.